# Charles François Casimir de Saulx
Pour les autres membres de la famille, voir famille de Saulx.
Charles-François-Casimir de Saulx est un gentilhomme et militaire français né à Paris le 11 août 1739 et mort en 1792. Il est connu pour être le père de Charles-Casimir de Saulx, colonel et pair de France.

## Biographie
Charles-François-Casimir de Saulx fut, comme son père Charles-Michel-Gaspard de Saulx, lieutenant-général des armées du roi, puis premier lieutenant-général en Bourgogne[réf. nécessaire] et gouverneur du château du Taureau. Il avait été précédemment colonel des Grenadiers de France.
Il est fait chevalier d'honneur de la Reine Marie-Antoinette.
D'abord comte de Tavannes, il fut fait par brevet du Roi Louis XVI en 1786, duc de Tavannes, héréditaire et non pair. Il était également baron d'Aunay, comte de Beaumont et de Buzançais, marquis d'Arc-sur-Tille, ainsi que chevalier de l'Ordre de Saint-Michel. En 1784, il devient chevalier de l'Ordre du Saint-Esprit.

## Famille

### Ascendance
Charles-François-Casimir de Saulx est le fils de Charles-Michel-Gaspard de Saulx (1713-1784), comte de Tavannes, chef de la Maison de Saulx-Tavannes; et de Marie-Françoise de Froulay de Tessé, dame de la baronnie d'Aunay (1714-1759), petite-fille du maréchal de Tessé.

### Mariage et descendance
Charles-François-Casimir de Saulx épouse le 15 avril 1759 à Versailles Marie-Éléonore de Lévis-Châteaumorand (1739-1792), fille de Charles-François de Lévis, marquis de Châteaumorand (de la Maison de Lévis), et de Philiberte Languet de Rochefort (de la famille Languet). Dont quatre enfants :
- Gabrielle-Charlotte-Éléonore de Saulx Tavannes, dame du Palais de la Reine Marie-Antoinette, (Paris, paroisse Saint Sulpice, 8 mars 1764 - Paris, 23 octobre 1826), mariée à Paris en 1784 avec le vicomte Esprit de Castellane, gentilhomme honoraire de la chambre du Roi Louis XVIII (1814), chevalier de Saint Louis (1763-1838), sans descendance[4] ;
- Gaspard Vincent Joseph de Saulx Tavannes (Paris, paroisse Saint Sulpice, 6 juin 1766 - ibidem, 28 mai 1768) ;
- Catherine-Charlotte Eugénie de Saulx Tavannes (Paris, paroisse Saint Sulpice, 24 octobre 1767- 9 janvier 1835), mariée en 1787 avec Jacques Alexandre Marie Innocent Le Sénéchal, comte de Carcado (de Kercado), dont postérité[5] ;
- Charles-Casimir, duc de Saulx Tavannes, pair de France (Paris, paroisse Saint Sulpice, 5 novembre 1769 - Paris, 25 août 1820), marié en 1786 avec Aglaé de Choiseul Gouffier (1772-1861), dont postérité.

### Sources
- Site Geneanet

### Pages connexes
- Famille de Saulx
- Duc de Tavannes
- Château de Lux